# Ezzeddine Anaya
Ezzedine Anaya (Susa, 1966) è uno scrittore e traduttore tunisino.
Insegna alla Sapienza di Roma e all'Università L'Orientale di Napoli, e collabora continuamente con varie riviste e giornali arabi.

## Biografia
Consegue nel 1986 il Baccalaureat a Susa e, nel 1990, la laurea in Scienze Islamiche presso l'Università della Zitouna di Tunisi. Consegue il dottorato presso l'Università della Zitouna. Nel 2001, inizia a insegnare presso l'Università L'Orientale di Napoli e dal 2006 presso la Sapienza-Roma.

## Opere
- Teologia del pluralismo, Edizioni Rabii, Cairo- Egitto 2024.
- Il pensiero occidentale e la religione, Abajad editore, Babel- Iraq 2024.
- La comunione culturale. Dibattito tra Oriente e Occidente, Arab Scientific Publishers, Libano 2022.
- L'Imam e il Cardinale, Almutawassit, Milano 2021.
- La religione in Occidente, Arab Scientific Publishers, beirut 2017.
- Lettera a mio fratello cristiano, Dar Noon , Emirati Arabi 2015.
- Le religioni abramitiche. temi di attualità, Toubkal, Marocco, 2014.
- La Ragione Islamica, Dar Attalia, Libano 2011.
- Noi e il Cristianesimo, Toubkal, Marocco 2010.
- La scienza dell'ebraismo nel pensiero arabo contemporaneo, dar al-Jamal, Germania, 2006.

### Traduzioni dall'italiano all'arabo
- Immaginare Babele. Due secoli di studi sulla città orientale antica di Mario Liverani, Kalima, Abu Dhabi 2016.
- La miniatura islamica di Maria Vittoria Fontana, Dar Attanweer, Libano 2015.
- Il Pensiero cristiano contemporaneo di Bruno Forte- John S. Kselman- Ronald D. Withrup, Dar Safahat, Siria, 2012.
- Il mercato religioso in occidente di Darren E. Sherkat- Christopher G. Ellison-Rodney Stark-Laurence R. Iannaccone, Dar Safahat, Siria, 2012.
- Sociologia delle religioni. Problemi e prospettive di Sabino Acquaviva e Enzo Pace, Kalima, Abu Dhabi 2011.
- Prima lezione di storia greca di Luciano Canfora, Kalima, Abu Dhabi 2011.
- La fiasca, di Renato Papale di Felice editore, Pisa 2009.
- L'Islam in Europa: Modelli di integrazioni, di Enzo Pace, Kalima, Abu Dhabi 2010.
- Ossi di seppia di Eugenio Montale, Kalima, Abu Dhabi 2010.
- Islam italiano. Viaggio nella seconda religione del paese di Stefano Allievi, Kalima, Abu Dhabi 2010.
- L'imbuto bianco Antologia di poesia italiana contemporanea, ed. Marcos y Marcos, Milano 2002.
- Gente di corsa di Tiziano Rossi, ed. Garzanti, Milano 2002.

### Traduzioni dall'arabo all'italiano
- Visioni e ascesi di Muhammad Alkhalidi, ed. La Finestra, 2005.
- Yemen, al-Yaman, ed. Damiani, trad. Ezzeddine Anaya e Ferial Barresi, Bologna 2006.

### Traduzioni dal francese all'arabo
- Per una scienza delle Religione di Michel Meslin, al-Markaz al-Thaqafi al-Arabi, Libano 2009.

### Libri italiani tradotti in arabo a cura di E. Anaya
- I Greci, i Romani e… le donne, Eleonora Pischedda, trad. Imad Baghadadi, revisione. E. Anaya,  Kalima, Abu Dhabi 2025.
- I Greci, i Romani e… le stelle, Simone Beta, trad. Nagla Wali, revisione. E. Anaya,  Kalima, Abu Dhabi 2025.
- Diritti e Civiltà: Storia e filosofia del diritto internazionale, trad. Hussein Mahmoud,revisione. E. Anaya,  Kalima, Abu Dhabi 2024.
- Il Dio dei Viventi di Grazia Deledda, trad. Muauia Abdelmajid, revisione. E. Anaya, Kalima, Abu Dhabi 2021.
- La plastica nel piatto. Quando e come siamo diventati plasticofagi di Silvio Greco, trad. Nasser Ismail, revisione. E. Anaya, Kalima, Abu Dhabi 2021.
- Nel contagio di Paolo Giordano, trad. Negi Rizk, revisione. E. Anaya, Kalima, Abu Dhabi 2020.
- Spartaco. Le armi e l’uomo di Aldo Schiavone, trad. Amani Habachi , revisione. E. Anaya,  Kalima, Abu Dhabi 2018.
- Venezia porta d’Oriente di Maria Pia Pedani, trad. Hussein Mahmoud, revisione. E. Anaya,  Kalima, Abu Dhabi 2017.
- La vita quotidiana alla fine del mondo antico di Giorgio Ravegnani, trad. Adnan Ali, revisione. E. Anaya,  Kalima, Abu Dhabi 2017.
- La figlia oscura di Elena Ferrante, trad. Chirine Haidar , revisione. E. Anaya,  Kalima, Abu Dhabi 2016.
- I frutti dimenticati di Cristiano Cavina, trad. Wasim Dahmash, revisione. E. Anaya,  Kalima, Abu Dhabi 2016.
- Regine per caso. Donne al governo in età moderna di Cesarina Casanova, trad. Amani Habachi , revisione. E. Anaya,  Kalima, Abu Dhabi 2016.
- Se ti abbraccio non aver paura. Il viaggio di Franco e Andrea, Fulvio Ervas, trad. Adnan Ali, revisione. E. Anaya,  Kalima, Abu Dhabi 2016.
- Regine per caso. Donne al governo in età moderna di Cesarina Casanova, trad. Amani Habachi, revisione. E. Anaya,  Kalima, Abu Dhabi 2016.
- L’impero del Mandato Celeste. La Cina nei secoli XIV-XIX di Paolo Santangelo, trad. Nasser Ismail, revisione. E. Anaya,  Kalima, Abu Dhabi 2015.
- Seraglio del Turco di Ottaviano Bon, trad. Zayd Aid Rawadhia, revisione. E. Anaya,  Kalima, Abu Dhabi 2014.
- Un cammello tra i canguri di Cristina Cappa Legora, trad. Monia Msehli, revisione. E. Anaya, Kalima, Abu Dhabi 2013.
- Diceria dell'untore di Gesualdo Bufalino, trad. Nasser Ismail, revisione. E. Anaya, Abu Dhabi 2013.
- Dialoghi con Leucò di Cesare Pavese, trad. Mousa Khmisi, revisione. E. Anaya, Kalima, Abu Dhabi 2012.
- La schiavitù in età moderna di Patrizia Delpiano, trad. Amani Habachi, revisione. E. Anaya, Kalima, Abu Dhabi 2012.
- CYBORIA Il risveglio di Galeno di Pierdomenico Baccalario, trad. Wafa Elbeh, revisione. E. Anaya, Kalima, Abu Dhabi 2012.
- La dismissione di Ermanno Rea, trad. Nasser Ismail, revisione. E. Anaya, Kalima, Abu Dhabi 2011.
- Neorealismo e nuova critica cinematografica di Guido Aristarco,  trad. Adnan Ali, revisione. E. Anaya, Kalima, Abu Dhabi 2011.
- I libri proibiti di Mario Infelise, trad. Wafa Elbeh, revisione. E. Anaya, Kalima, Abu Dhabi 2011.
- Intervista sul fascismo di Renzo De Felice, trad. Mousa Khmisi revisione. E. Anaya, Abu Dhabi 2011.
- La Politica nell’Europa del ’900 di Paolo Pombeni,  trad. Negi Rizk, revisione. E. Anaya, Kalima, Abu Dhabi 2011.
- Repubblicanesimo di Maurizio Viroli, trad. Nasser Ismail, revisione. E. Anaya, Kalima, Abu Dhabi 2011.
- Storia delle migrazioni internazionali di Paola Corti, trad. Adnan Ali, revisione. E. Anaya, Kalima, Abu Dhabi 2011.
- Fare un film di Federico Fellini, trad. Souhila Taibi e Negi Rizk, revisione. E. Anaya, Kalima, Abu Dhabi 2010.
- Cristo si è fermato a Eboli di Carlo Levi, trad. Wafa Elbeh, revisione. E. Anaya, Kalima, Abu Dhabi 2010.

### Libri italiani per bambini tradotti in arabo a cura di E. Anaya
- Plum e il banchetto del gigante, Marco Nucci - Alessia Mannini, trad. Alma Salem, revisione. E. Anaya, Kalima, Abu Dhabi 2024.
- Tutto in un abbraccio, Manuela Monari – Evelyn Daviddi,  trad. Wafa Elbeh, revisione. E. Anaya, Kalima, Abu Dhabi 2024.
- Un pò più in là, Pina Irace - Veronica Ruffato, trad. Nagla Wali, revisione. E. Anaya, Kalima, Abu Dhabi 2024.
- L’omino del blu, Cristina Bellemo – Maria Moya,  trad. Fethi Nagga, revisione. E. Anaya, Kalima, Abu Dhabi 2024.
- Il soldatino, Cristina Bellemo - Veronica Ruffato, trad. Naglaa Waly, revisione. E. Anaya, Kalima, Abu Dhabi 2023.
- La Famiglia Conigli Bianchi, Francesca Mascheroni – Isadora Brillo, trad. Erfan Rashid, revisione. E. Anaya, Kalima, Abu Dhabi 2023.
- Quasi quasi oggi cresco, Pina Irace - Valeria Valenza, trad. Souhila Taibi, revisione. E. Anaya, Kalima, Abu Dhabi 2022.
- Il principe non ranocchio, Manuela Monari - Marco Bonatti, trad. Muauia Abdelmajid, revisione. E. Anaya, Kalima, Abu Dhabi 2022.
- Una buona ragione, Matteo Razzini - Beatrice Zampetti, trad. Amani Habachi, revisione. E. Anaya, Kalima, Abu Dhabi 2022.
- E la regina disse, Cristina Bellemo - Isadora Brillo, trad. Wafa Elbeh, revisione. E. Anaya, Kalima, Abu Dhabi 2022.
- IL coccodrillo gentile, Lucia Panzieri – AntonGionata Ferrari, trad. Raoudha Mediouni, revisione. E. Anaya,  Kalima, Abu Dhabi 2019.
- L’uomo d’acqua e la sua fontana di Ivo Rosati-Gabriel Pacheco, trad. Adnan Ali, revisione. E. Anaya, Kalima, Abu Dhabi 2016.
- Il leone mangiadisegni di Beniamino Sidoti, trad. Adnan Ali, revisione. E. Anaya, Kalima, Abu Dhabi 2016.
- Chissadove di Cristiana Valentini-Philip Giordano, trad. Adnan Ali, revisione. E. Anaya, Kalima, Abu Dhabi 2016.

### Articoli
- Ezzeddine Anaya, La lettura Freudiana della religione, in al-Hayat al-thaqafia, aprile 1997,  pp. 30-36.
- Ezzeddine Anaya, J. J. Rousseau e la teoria della religione civile, in al-Hayat al-thaqafia, giugno 1997,  pp. 21-30.
- Ezzeddine Anaya, La logica del mito, in al-Hayat al-thaqafia, settembre 1997,  pp. 94-106.
- Ezzeddine Anaya, La filosofia e la religione, in Kitabat Mua'sira, n. 32, 1998,  pp. 75-81.
- Ezzeddine Anaya, La fenomenologia e la morfologia e la religione, in Kitabat Mua'sira, n. 35, 1998,  pp. 14-20.
- Ezzeddine Anaya, Lettura degli atti del congresso internazionale di dialogo Islamo-Cristiano, in al-Hayat al-thaqafia, gennaio 1999,  pp. 61-65.
- Ezzeddine Anaya, Kamel al-salibi e il cambiamento della geografia Classica della Torah, in Rihab al-Ma'rifa, giugno 1999,  pp. 25-29.
- Ezzeddine Anaya, La teologia della liberazione, in Kitabat Mua'sira, n. 36, 1999,  pp. 60-65.
- Ezzeddine Anaya, Il patrimonio mitico (Campo di studio in Tunisia), in Kitabat Mua'sira, n. 38, 1999,  pp. 60-66.
- Ezzeddine Anaya, La scienza dell'ebraismo: Problematiche di metodologia, in al-Hayat al-thaqafia, giugno 2000,  pp. 16-24.
- Ezzeddine Anaya, Il cristianesimo arabo e suoi sviluppi, in Rihab al-Ma'rifa, ottobre 2000,  pp. 69-72.
- Ezzeddine Anaya, Il cambiamento del pensiero religioso occidentale, in al-Hayat al-thaqafia, giugno 2001,  pp. 36-38.
- Ezzeddine Anaya, L'Intellettuale arabo e il ruolo della rivista al-Adab, in al-Hayat al-thaqafia, febbraio 2001,  pp. 34-39.
- Ezzeddine Anaya, La scienza dell'ebraismo e il pensiero mitico nel pensiero arabo, in Kitabat Mua'sira, n. 45, 2001,  pp. 122-129.
- Ezzeddine Anaya, Poesie scelte di poeti italiani contemporanei, in al-Hayat al-thaqafia, aprile 2002,  pp. 61-67.
- Ezzeddine Anaya, L'identita e il sacro, in al-Ikhtilaf, settembre 2002,  pp. 57-59.
- Ezzeddine Anaya, Il pensiero religioso tunisino nei proverbi religiosi, in al-Hayat al-thaqafia, novembre 2002,  pp. 4-14.
- Ezzeddine Anaya, La scrittura della Torah, in Kitabat Mua'sira, n. 46, 2002,  pp. 30-37.
- Ezzeddine Anaya, La lettura morfologica della Torah, in Kitabat Mua'sira, n. 47, 2002,  pp. 24-31.
- Ezzeddine Anaya, La morfologia della divinità presso gli ebrei, in Kitabat Mua'sira, n. 48, 2002,  pp. 94-104.
- Ezzeddine Anaya, I nuovi musulmani, in al-Hayat al-thaqafia, febbraio 2003,  pp. 121-122.
- Ezzeddine Anaya, La religione nei paesi europei, in al-Hayat al-thaqafia, novembre 2003,  pp. 29-47.
- Ezzeddine Anaya, I manoscritti del Mar Morto, in Kitabat Mua'sira, n. 50, 2003,  pp. 72-75.
- Ezzeddine Anaya, La storia della Storia delle religioni, in Kitabat Mua'sira, n. 54, 2004,  pp. 26-34.
- Ezzeddine Anaya, Una visione teologica alla fede e all'idiologia, in Madarat Gharbia, n. 3, 2004,  pp. 15-31.
- Ezzeddine Anaya, Recensione del libro Annuarium statisticum ecclesia, in Madarat Gharbia, n. 3, 2004,  pp. 116-122.
- Ezzeddine Anaya, I musulmani in Italia, in Madarat Gharbia, n. 4, 2004,  pp. 116-122.
- Ezzeddine Anaya, La sociologia e i fenomeni religiosi contemporanei, in al-Hayat al-thaqafia, marzo 2005,  pp. 100-111.
- Ezzeddine Anaya, La psicologia e il fenomeno religioso, in Kitabat Mua'sira, n. 56, 2005,  pp. 63-72.
- Ezzeddine Anaya, L'alienazione dell'ebreo nella storia, in Kitabat Mua'sira, n. 56, 2005,  pp. 73-75.
- Ezzeddine Anaya, Noi ricordiamo: La Shoah, in Madarat Gharbia, n. 5, 2005,  pp. 95-101.
- Ezzeddine Anaya, Il mercato religioso in America, in Madarat Gharbia, n. 7, 2005,  pp. 88-130.
- Ezzeddine Anaya, Luc Ferry e l'umanesimo contemporaneo, in al-Hayat al-thaqafia, dicembre 2009,  pp. 48-56.